# Poarta Albă
Poarta Albă – wieś w Rumunii, w okręgu Konstanca, w gminie Poarta Albă. W 2011 roku liczyła 4637 mieszkańców.